# Supercopa de Chile 2018
La Supercopa de Chile 2018, también conocida como Supercopa MG Motor de Chile 2018 o Supercopa MG por razones de patrocinio, fue la 6º edición de la competición disputada entre los campeones de la Primera División de Chile y de la Copa Chile, correspondiente a la temporada 2018 del fútbol chileno.
Se llevó a cabo el 26 de enero de 2018 en el Estadio Nacional Julio Martínez Prádanos de Santiago, escenario que por segundo año consecutivo fue elegido para la definición de este torneo). Colo-Colo (campeón vigente del certamen y del Torneo de Transición Scotiabank 2017) derrotó sin complicaciones al campeón de la Copa Chile MTS 2017, Santiago Wanderers (equipo recientemente descendido a la Primera B), por un categórico 3-0. Oscar Opazo, Brayan Véjar y Jaime Valdés le dieron el triunfo a los albos, que sufrieron en el segundo tiempo, la expulsión del mediocampista Gabriel Suazo, por parte del árbitro César Deischler. Con este título, Colo-Colo se convirtió en el primer equipo en ganar 2 veces consecutivas el torneo.

## Equipos participantes
Los equipos participantes fueron los campeones de los 2 torneos más importantes de Chile (Primera División y Copa Chile) y se enfrentaron, a partido único, en el Estadio Nacional de Santiago (escenario que por segundo año consecutivo, albergó el partido definitorio de este torneo).
| Equipo             | Ciudad           | Entrenador      | Vía de clasificación                         |
| ------------------ | ---------------- | --------------- | -------------------------------------------- |
| Colo-Colo          | Santiago (Macul) | Pablo Guede     | Campeón Torneo de Transición Scotiabank 2017 |
| Santiago Wanderers | Valparaíso       | Nicolás Córdova | Campeón Copa Chile MTS 2017                  |

## Partido
| 1          | POR        | Agustín Orion    |                     |
| 4          | DEF        | Matías Zaldivia  |                     |
| 5          | DEF        | Julio Barroso    |                     |
| 28         | DEF        | Felipe Campos    |                     |
| 16         | MED        | Oscar Opazo      | Jugador del partido |
| 17         | MED        | Gabriel Suazo    |                     |
| 23         | MED        | Claudio Baeza    |                     |
| 21         | MED        | Brayan Véjar     |                     |
| 20         | MED        | Jaime Valdés     | 77'                 |
| 22         | DEL        | Nicolás Orellana | 72'                 |
| 7          | DEL        | Esteban Paredes  | 89'                 |
| Entrenador | Entrenador | Pablo Guede      |                     |

| 25         | POR        | Gabriel Castellón |     |
| 2          | DEF        | Mario López       |     |
| 19         | DEF        | Ezequiel Luna     |     |
| 8          | DEF        | Bernardo Cerezo   |     |
| 27         | DEF        | Juan Soto         | 64' |
| 20         | MED        | Adrián Cuadra     | 80' |
| 24         | MED        | Luis García       |     |
| 21         | MED        | Marco Medel       |     |
| 14         | MED        | Kevin Valenzuela  | 64' |
| 18         | DEL        | Rafael Viotti     |     |
| 10         | DEL        | Enzo Gutiérrez    |     |
| Entrenador | Entrenador | Nicolás Córdova   |     |

| 29 | MED | Benjamín Berríos  | 72' |
| 26 | MED | Carlos Villanueva | 77' |
| 27 | MED | Branco Provoste   | 89' |

| 9  | DEL | Mauricio Gómez   | 64' |
| 11 | DEL | Reiner Castro    | 64' |
| 16 | MED | Sebastián Rivera | 80' |

| Anotado | 28' | Oscar Opazo  | 1-0 |
| Anotado | 38' | Brayan Véjar | 2-0 |
| Anotado | 44' | Jaime Valdés | 3-0 |

|  |  |  |  |

|  |  |  |  |

| Amonestado | 19' | Juan Soto     |
| Amonestado | 40' | Rafael Viotti |
| Amonestado | 68' | Ezequiel Luna |
| Amonestado | 74' | Luis García   |

| Expulsado | 56' | Gabriel Suazo |

| Árbitro             | César Deischler    |
| Árbitros asistentes | Edson Cisternas    |
| Árbitros asistentes | Alejandro Molina   |
| Cuarto Árbitro      | Francisco Gilabert |

| 1          | POR        | Agustín Orion    |                     |
| 4          | DEF        | Matías Zaldivia  |                     |
| 5          | DEF        | Julio Barroso    |                     |
| 28         | DEF        | Felipe Campos    |                     |
| 16         | MED        | Oscar Opazo      | Jugador del partido |
| 17         | MED        | Gabriel Suazo    |                     |
| 23         | MED        | Claudio Baeza    |                     |
| 21         | MED        | Brayan Véjar     |                     |
| 20         | MED        | Jaime Valdés     | 77'                 |
| 22         | DEL        | Nicolás Orellana | 72'                 |
| 7          | DEL        | Esteban Paredes  | 89'                 |
| Entrenador | Entrenador | Pablo Guede      |                     |

| 25         | POR        | Gabriel Castellón |     |
| 2          | DEF        | Mario López       |     |
| 19         | DEF        | Ezequiel Luna     |     |
| 8          | DEF        | Bernardo Cerezo   |     |
| 27         | DEF        | Juan Soto         | 64' |
| 20         | MED        | Adrián Cuadra     | 80' |
| 24         | MED        | Luis García       |     |
| 21         | MED        | Marco Medel       |     |
| 14         | MED        | Kevin Valenzuela  | 64' |
| 18         | DEL        | Rafael Viotti     |     |
| 10         | DEL        | Enzo Gutiérrez    |     |
| Entrenador | Entrenador | Nicolás Córdova   |     |

| 29 | MED | Benjamín Berríos  | 72' |
| 26 | MED | Carlos Villanueva | 77' |
| 27 | MED | Branco Provoste   | 89' |

| 9  | DEL | Mauricio Gómez   | 64' |
| 11 | DEL | Reiner Castro    | 64' |
| 16 | MED | Sebastián Rivera | 80' |

| Anotado | 28' | Oscar Opazo  | 1-0 |
| Anotado | 38' | Brayan Véjar | 2-0 |
| Anotado | 44' | Jaime Valdés | 3-0 |

|  |  |  |  |

|  |  |  |  |

| Amonestado | 19' | Juan Soto     |
| Amonestado | 40' | Rafael Viotti |
| Amonestado | 68' | Ezequiel Luna |
| Amonestado | 74' | Luis García   |

| Expulsado | 56' | Gabriel Suazo |

| Árbitro             | César Deischler    |
| Árbitros asistentes | Edson Cisternas    |
| Árbitros asistentes | Alejandro Molina   |
| Cuarto Árbitro      | Francisco Gilabert |

## Campeón
|                       |
| Colo-Colo 2.do título |

## Cronología
| Predecesor: 2017 | Supercopa de Chile 2018 | Sucesor: 2019 |

- Datos: Q33258605